# Mari Lundqvist
Mari Lundqvist, född 13 augusti 1980, är en fotbollsspelare från Sverige (mittfältare) som spelat i Piteå IF säsongen 2009.